# 최다 득표수

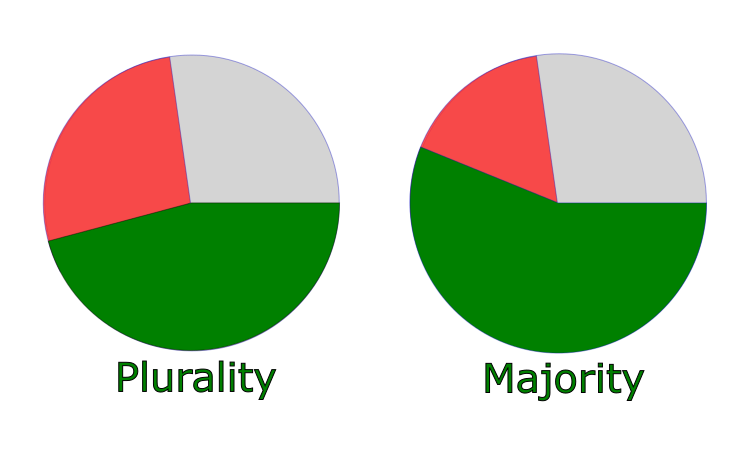
단순 다수(녹색/하단 영역이 파이 차트 전체 영역의 50% 미만)와 다수(녹색/하단 영역이 파이 차트 전체 영역의 50% 초과)의 차이를 보여주는 원형 차트이다.

최다 득표수(plurality vote) 또는 상대 다수(relative majority)는 정당, 후보 또는 제안이 다른 후보보다 많은 표를 얻었지만 모든 투표의 절반 이상을 받지 못한 상황을 설명한다.
예를 들어, 100표 중 45표가 후보 A에게, 30표가 후보 B에게, 25표가 후보 C에게 투표했다면 후보 A는 다수결 투표를 받았지만 과반수는 받지 못했다. 일부 선거에서는 투표를 실시한 조직의 규칙에 따라 승리한 후보 또는 제안이 다수결만 필요할 수 있다.

## 같이 보기
- 선거 제도